# Новоухтомское шоссе
Новоухто́мское шоссе — шоссе в Восточном административном округе города Москвы.

## История
Шоссе проложено в 1990 году (название утверждено тогда же) и названо по Ухтомской улице.

## Расположение
Новоухтомское шоссе расположено за Московский кольцевой автодорогой. Начинается от продолжения улицы Молдагуловой и идёт на юго-восток. С севера к шоссе примыкает Муромская улица; по ходу движения шоссе пересекает Большую Косинскую улицу; проходит под эстакадой Косинского шоссе. Новоухтомское шоссе заканчивается, примыкая к Каскадной улице.

## Транспорт
Вместе с улицей Молдагуловой Новоухтомское шоссе образует транспортную развязку на Московской кольцевой автодороге.

### Метро
- Станция метро «Лермонтовский проспект» Таганско-Краснопресненской линии — недалеко от железнодорожной платформы «Косино».
- Станция метро «Косино» Некрасовской линии — недалеко от железнодорожной платформы «Косино».

### Железнодорожный транспорт
- Платформа «Косино» Рязанского направления МЖД — в 500 м на западу от конца шоссе.